# Kian Slor
Kian Slor (Sappemeer, 23 maart 2002) is een Nederlands voetballer die als aanvaller speelt.

## Clubcarrière

### FC Groningen
Slor speelde in de jeugd van VV Hoogezand en sloot vanaf 2013 aan in de jeugdopleiding van FC Groningen. In 2020 tekende hij hier een contract tot medio 2022. Hij debuteerde voor FC Groningen op 1 februari 2020 tijdens een met 1-0 verloren uitwedstrijd bij PEC Zwolle. Hij kwam in de 65e minuut in het veld voor Sam Schreck. In september 2021 verlengde Slor zijn contract tot 2025.

### Verhuur aan FC Emmen
Gelijktijdig met zijn contractverlenging bij FC Groningen werd Slor verhuurd aan FC Emmen gedurende het seizoen 2021/22. Op 14 maart 2022 werd bekend dat Kian Slor geschorst werd door FC Emmen vanwege het liegen over het feit dat hij corona zou hebben. Hiervoor werd hij vier wedstrijden geschorst.
Eind juni 2024 begon Slor aan een proefperiode bij VVV-Venlo.
Op 16 december 2024 gingen FC Groningen en Kian Slor uit elkaar. De aanvaller had geen toekomst meer bij de club en daarom werd zijn contract per direct ontbonden. Slor speelde ruim tien seizoenen bij Groningen en maakte in 2020 zijn debuut in het eerste elftal. Een basisplaats afdwingen lukte echter niet.

## Statistieken
| Seizoen                   | Club           | Competitie     | Competitie | Competitie | Beker | Beker | Overig | Overig | Totaal | Totaal |
| Seizoen                   | Club           | Competitie     | Wed.       | Dlp.       | Wed.  | Dlp.  | Wed.   | Dlp.   | Wed.   | Dlp.   |
| ------------------------- | -------------- | -------------- | ---------- | ---------- | ----- | ----- | ------ | ------ | ------ | ------ |
| 2019/20                   | FC Groningen   | Eredivisie     | 2          | 0          | 0     | 0     | –      | –      | 2      | 0      |
| 2020/21                   | FC Groningen   | Eredivisie     | 5          | 0          | 1     | 0     | 0      | 0      | 6      | 0      |
| 2021/22                   | → FC Emmen     | Eerste divisie | 5          | 0          | 1     | 0     | –      | –      | 6      | 0      |
| 2022/23                   | FC Groningen   | Eredivisie     | 0          | 0          | 0     | 0     | –      | –      | 0      | 0      |
| 2023/24                   | FC Groningen   | Eerste divisie | 4          | 0          | 0     | 0     | –      | –      | 4      | 0      |
| Carrièretotaal            | Carrièretotaal | Carrièretotaal | 16         | 0          | 2     | 0     | 0      | 0      | 18     | 0      |
| Bijgewerkt op 1 juli 2024 |                |                |            |            |       |       |        |        |        |        |

## Erelijst

### FC Emmen
| Nationaal      |    |         |
| Eerste divisie | 1x | 2021/22 |